# Заиконоспасское духовное училище
Московское Заиконоспасское духовное училище — православное духовное учебное заведение, дававшее начальное образование. Располагалось в Заиконоспасском монастыре в Москве.
Имело четырёхклассную программу, по окончании которой ученики могли поступать в духовные семинарии.

## История
Уже в 1630-х годах появляются упоминания о существовании в монастыре «общенародной школы». В 1660 году в Заиконоспасском монастыре Симеон Полоцкий начал по царскому указу обучать молодых подьячих Посольского приказа. В дальнейшем здесь возникла знаменитая Московская славяно-греко-латинская академия.
Заиконоспасское духовное училище учреждено в 1814 году и разместилось вместе с Московской духовной семинарией в Заиконоспасском монастыре в помещениях прекратившей существование Славяно-Греко-Латинской Академии. Роль обители с упразднением академии упала.
В 1821—1822 годы для духовного училища было выстроено новое здание по проекту архитектора Осипа Бове на месте академических корпусов.
Заиконоспасское духовное училище предназначалось главным образом для детей духовенства Москвы. Общежития в последнее время его существования в нём не имелось.
В 1880-х годах произошел раздел территории между духовным училищем и монастырем, причем была восстановлена западная монастырская граница. К обители отошла большая часть Братского корпуса, надстроенная затем третьим этажом.
В 1914 годе в здании училища разместилась Холмская духовная семинария, эвакуированная сюда в связи с началом Первой мировой войны.
Закрыто в 1917 году после прихода большевиков к власти.

## Известные выпускники
- Истрин, Василий Михайлович
- Серафим (Звездинский)
- Георгий (Садковский)
- Игнатий (Садковский)
- Голощапов, Сергей Иванович
- Мечёв, Алексей Алексеевич
- Парусников, Михаил Павлович
- Попов, Николай Григорьевич
- Протопопов, Дмитрий Степанович[5]
- Розанов, Николай Петрович
- Заозерский, Александр Николаевич
- Воскресенский, Андрей Владимирович
- Елевферий (Воронцов)

Голосов Пантелеймон Александрович